# Heidküppel

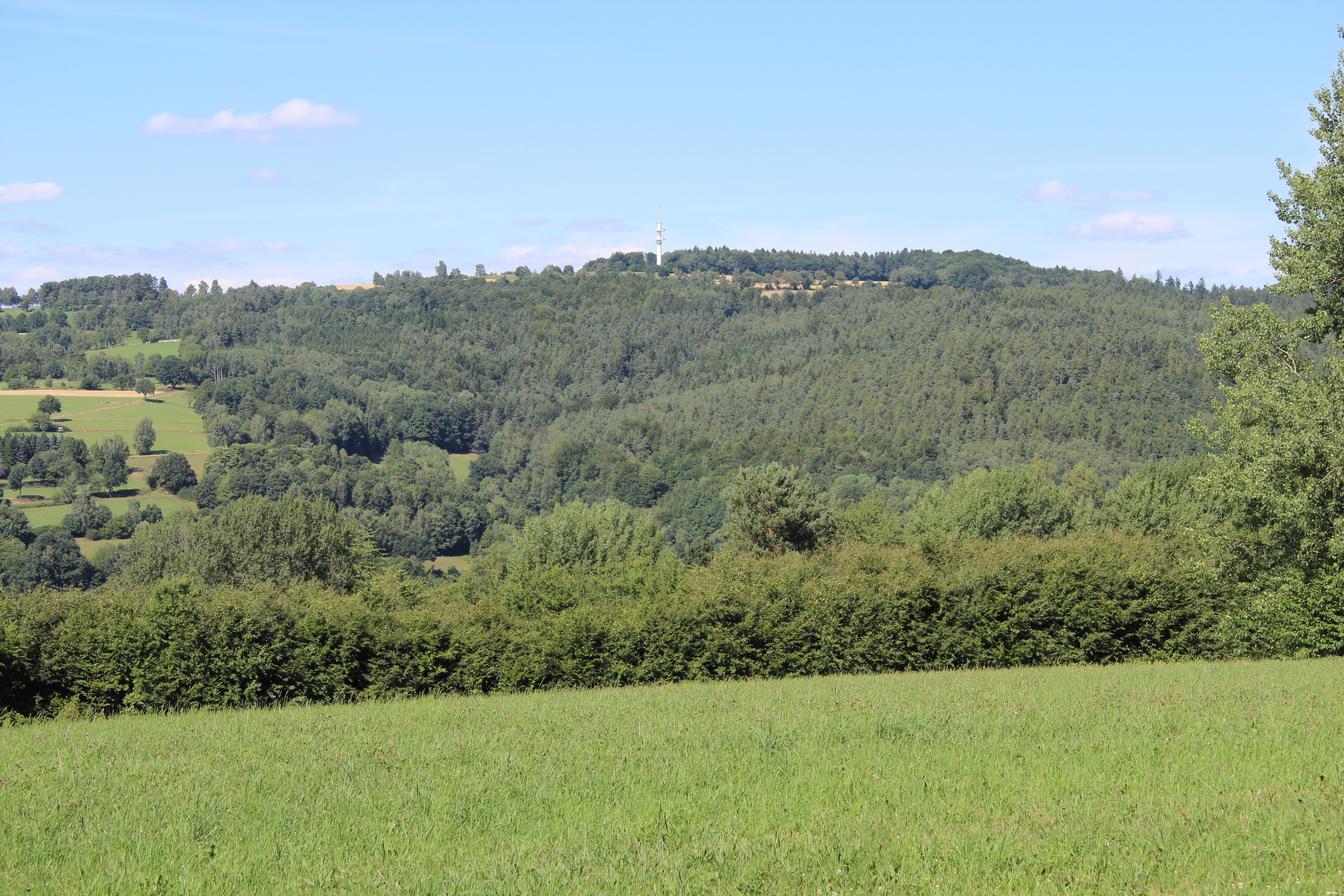
Blick vom Horstberg zwischen Gichenbach und Hettenhausen nach Norden zum Heidküppel

Der Heidküppel, im Ebersburger Ortsteil Ebersberg im osthessischen Landkreis Fulda, ist ein etwa 615 m ü. NHN hoher Berg der Milseburger Kuppenrhön, einem Teil des Mittelgebirges Rhön. Nordöstlicher Nachbar ist der Ebersberg (689 m) mit dem der Heidküppel einen langgestreckten Höhenzug bildet.

## Geographie

### Lage
Der Heidküppel erhebt sich im Naturpark Hessische Rhön. Sein Gipfel liegt – im Uhrzeigersinn betrachtet – 3,4 km ostsüdöstlich von Weyhers, 3,7 km westsüdwestlich von Poppenhausen, 6,3 km westnordwestlich von Gersfeld, 1,7 km nordwestlich von Altenfeld und 1,8 km nördlich von Hettenhausen (jeweils Luftlinie). Etwas nordöstlich der Gipfelregion liegt der Weiler Oberrod im Ortsteil Ebersberg, nach Süden fällt die Landschaft des Berges in das Tal der Fulda ab.

### Naturräumliche Zuordnung
Der Heidküppel gehört in der naturräumlichen Haupteinheitengruppe Osthessisches Bergland (Nr. 35), in der Haupteinheit Vorder- und Kuppenrhön (mit Landrücken) (353) und in der Untereinheit Kuppenrhön (353.2) zum Naturraum Milseburger Kuppenrhön (353.21).

### Berghöhe
Der Heidküppel ist laut der obersten Höhenlinie, die auf topographischen Karten ersichtlich ist, etwa 615 m hoch. Rund 200 m westsüdwestlich des Gipfels ist auf solchen Karten die Höhenangabe „600,6“ zu finden.

## Schutzgebiete
Der Heidküppel liegt im Landschaftsschutzgebiet Hessische Rhön (CDDA-Nr. 378477; 1967 ausgewiesen; 410,31 km² groß), im Naturpark Hessische Rhön und im Biosphärenreservat Rhön.

## Infrastruktur, Verkehr und Wandern
Auf der Gipfelregion der Heidküppel befinden sich der Sender Heidküppel und ein Wasserbehälter. Dorthin führt eine schmale Straße. Der Berg und seine Ausläufer sind durch örtliche Wanderwege erschlossen. Beispielsweise ist er über einen Rundweg vom Parkplatz zwischen Weyhers und Hettenhausen mit etwa 125 m Höhendifferenz erreichbar.
Die Südseite des Berges fällt deutlich steiler ab als die Nordseite und bietet einen guten Blick in das Tal der Fulda.